# Paroisse de Gordon
Pour les articles homonymes, voir Gordon.
La paroisse de Gordon est à la fois une paroisse civile et un ancien district de services locaux (DSL) canadien du Nouveau-Brunswick. Dans le cadre de la réforme de la gouvernance locale du 1er janvier 2023, le territoire du DSL a été réparti entre le village de Tobique Valley et le district rural de la Vallée-de-l'Ouest.

## Toponyme
La paroisse est nommée ainsi en l'honneur d'Arthur Hamilton-Gordon (1829-1912), qui fut lieutenant-gouverneur du Nouveau-Brunswick de 1861 à 1866.

## Géographie

### Situation
La paroisse de Gordon se trouve dans le comté de Victoria, à 119 km au sud-est d'Edmundston et à 194 km au nord-ouest de Fredericton.
La paroisse de Gordon est limitrophe de la paroisse de Lorne au nord, de la paroisse de Southesk à l'est, de la paroisse de Stanley au sud-est, de la paroisse de Kent au sud et finalement de la paroisse de Perth et de la paroisse de Denmark à l'ouest. Le village de Plaster Rock est enclavé au nord-ouest de la paroisse. La ville la plus proches est Grand-Sault, à environ 55 km au nord-ouest.

### Hydrographie
Le principal cours d'eau est la rivière Tobique. Prenant sa source dans la paroisse de Lorne, au nord, elle entre dans le territoire et coule généralement vers le sud-ouest avant d'en ressortir pour se jeter dans le fleuve Saint-Jean à Tobique.

### Topographie
La paroisse de Gordon est située dans les Appalaches.

### Hameaux et lieux-dits
La paroisse comprend les hameaux de Anfield, Arthurette, Bedford Road, Crombie Settlement, Licford, Linton Corner, Lower Anfield, Odell, Picadilly, Red Rapids, Sisson Brook, Sisson Ridge, St. Almo, Three Brooks, Wapske et Weaver.

## Histoire
Le territoire est colonisé à la suite de l'expansion des établissements du fleuve Saint-Jean. Baillieville est fondé avant 1843 sur le site de Red Rapids mais abandonné rapidement; son économie était basée sur l'industrie forestière. Arturette est fondé avant 1860 par des colons originaires de la vallée du fleuve Saint-Jean, en faisant le plus ancien village de la rivière Tobique. Sisson Ridge est arpenté en 1856 sous le nom de Tobique mais inclus plus tard dans les lotissements faits en vertu de la Free Grants Act (Loi sur les concessions gratuites) et colonisé par des néo-brunswickois originaires, entre autres, de la vallée du fleuve Saint-Jean. La paroisse civile de Gordon est érigée en 1863.
La municipalité du comté de Victoria est dissoute en 1966. La paroisse de Gordon devient un district de services locaux en 1967.
Un train déraille à Wapske le 7 janvier 2014, entraînant l'évacuation de 50 à 60 personnes.

## Démographie
| 2001  | 2006  | 2011  | 2016  |
| ----- | ----- | ----- | ----- |
| 1 844 | 1 786 | 1 567 | 1 493 |

## Économie
Entreprise Grand-Sault, membre du Réseau Entreprise, a la responsabilité du développement économique.

## Administration

### Comité consultatif
En tant que district de services locaux, Gordon est en théorie administré directement par le Ministère des Gouvernements locaux du Nouveau-Brunswick, secondé par un comité consultatif élu composé de cinq membres dont un président. Il n'y a actuellement aucun comité consultatif.

### Commission de services régionaux
La paroisse de Gordon fait partie de la Région 12, une commission de services régionaux (CSR) devant commencer officiellement ses activités le 1er janvier 2013. Contrairement aux municipalités, les DSL sont représentés au conseil par un nombre de représentants proportionnel à leur population et leur assiette fiscale. Ces représentants sont élus par les présidents des DSL mais sont nommés par le gouvernement s'il n'y a pas assez de présidents en fonction. Les services obligatoirement offerts par les CSR sont l'aménagement régional, l'aménagement local dans le cas des DSL, la gestion des déchets solides, la planification des mesures d'urgence ainsi que la collaboration en matière de services de police, la planification et le partage des coûts des infrastructures régionales de sport, de loisirs et de culture; d'autres services pourraient s'ajouter à cette liste.

### Chronologie municipale

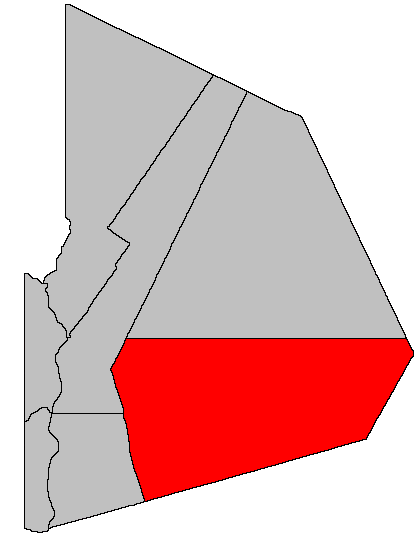
Situation sur une carte des paroisses civiles du comté de Victoria (certains DSL et municipalités ne sont donc pas montrés).

### Représentation et tendances politiques
Nouveau-Brunswick: Gordon fait partie de la circonscription provinciale de Victoria-Tobique, qui est représentée à l'Assemblée législative du Nouveau-Brunswick par Wes McLean, du Parti progressiste-conservateur. Il fut élu en 2010.
 Canada: Gordon fait partie de la circonscription électorale fédérale de Tobique—Mactaquac, qui est représentée à la Chambre des communes du Canada par Michael Allen, du Parti conservateur. Il fut élu lors de la 39e élection générale, en 2006, et réélu en 2008.

## Vivre dans la paroisse de Gordon
Le Sentier international des Appalaches longe les routes 385 et 390.
L'église St. Helen's d'Arthurette est une église anglicane. L'église St. Theresa of the Child Jesus est une église catholique romaine faisant partie du diocèse d'Edmundston.
Il y a un bureau de poste à Arthurette. Le détachement de la Gendarmerie royale du Canada le plus proche est à Plaster Rock.
Les anglophones bénéficient des quotidiens Telegraph-Journal, publié à Saint-Jean, et The Daily Gleaner, publié à Fredericton. Ils ont aussi accès à l'hebdomadaire Victoria Star, publié à Grand-Sault. Les francophones ont accès par abonnement au quotidien L'Acadie nouvelle, publié à Caraquet, ainsi qu'à l'hebdomadaire L'Étoile, de Dieppe.

## Culture

### Personnalités
- John Baird (1795-1858), soldat et instituteur, décédé à Sisson Ridge.

### Architecture et monuments
Un pont couvert traverse la rivière Odellach, le long du chemin Tomlison Mill à Licford. Il fut construit en 1918 et mesure 18,3 mètres de long.